# Arc Dome
Arc Dome je hora v Nye County, v centrální části Nevady, ve Spojených státech amerických.
Arc Dome je s nadmořskou výškou 3 588 metrů nejvyšší horou pohoří Toiyabe Range a jednou z nejvyšších hor v Nevadě.
Hora leží 14,5 kilometrů západně od silnice Nevada State Route 376 procházející údolím Big Smoky Valley a necelých 40 kilometrů západně od další z dominantních hor Nevady Mount Jefferson.